# Super Cars II
Super Cars II är ett datorspel som kom till Commodore Amiga 500 och Atari ST 1991. Spelet utvecklades av engelska Magnetic Fields och publicerades av Gremlin Graphics. Detta är det mesta kända och mest spridda i serien.
Föregångaren hette kort och gott Super Cars (Amiga/NES) och även en uppföljare släpptes 1996 av The Hit Squad kallad Super Cars International till (PC-DOS), detta var dock mer av en uppgradering av 2:an.
De flesta datorstyrda förarna har omgjorda namn från legender inom racing, till exempel Nigel Mainsail (Nigel Mansell) och Stag Blomwest (Stig Blomqvist).

## Speldesign
Spelet har tre olika svårighetsgrader (easy, medium & hard) där varje har sju olika banor. Mellan banorna kan man reparera sin bil och köpa ny utrustning. För att få köra nästa lopp måste en av de två spelande bli som sämst femma.

## Beväpning
Ett viktigt element i spelet är möjligheten att köpa och sälja vapen att använda mot motståndarna. Fluktuationer i vapenpriserna innebar att man inte på förhand kunde veta vad man skulle ha råd att köpa, men även att man kunde investera genom att hamstra upp till 99 vapen och sälja vid ett senare tillfälle.
- Front Missile (frammissil, skjuts rakt fram)
- Rear Missile (bakåtmissil, skjuts rakt bak)
- Hover Missile (svävarmissil, far iväg framåt och följer banan tills den slå in i en bil)
- Super Missile (Supermissil eller snurrmissil, snurrar runt bilen en stund)
- Mine (Mina, läggs ut bakom bilen)

## Uppgradering
Det går även att köpa "fler" motorer till ett maximum av 3. Dessutom kan man köpa bättre pansar (max 3), RAM (max 3, som gör att de bilar man kör in i skadas) och nitro (max 99).

## Ljud

### Amiga
Amiga-spelet hade bara två melodier, en till introt och en till laddningsskärmen mellan banorna. Musiken komponerades av Barry Leitch men den ena av de två låtarna ska ha gjorts av en annan kompositör enligt radioprogrammet Syntax Error som hade en intervju med Barry en gång i tiden. Under själva spelandet hörs bara ljudeffekter. Shaun Southern som kodade spelet är även han känd för att ha gjort musik till bl.a. Lotus-spelen.

### Atari
Till Atari finns det fler låtar men eftersom ljudchippet är sämre låter det inte lika bra. Ben Daglish konvertade låtarna till Atari. Ljudfilerna är i .bd-format, ett format som står för skaparens initialer.

## Kontroll
Eftersom joystickarna bara hade en knapp till de datorer som spelet släpptes till fick man välja på två olika system för att köra.
1. Använda knappen för att gasa med (och då vara utan broms).
2. Använda knappen för att bromsa med (då gasade bilen automatiskt hela tiden).

I övrigt styr man bilen vänster och höger med joysticken och genom att dra spaken fram och bak sköter man vapnen. Mellan banorna kunde byta dessa vapenfunktionen. Till exempel kunde man välja att om man drog bakåt släpptes en mina bakom bilen eller hellre välja en bakåt-missil.

## Betyg
Spelet som är ett racingspel fick mycket bra recensioner när det kom. De flesta tidningar gav det betyg runt 80-90 % men Amiga Computing gav det lägst av alla (bara 65%).
Urval av betyg
- 93% (Amiga Action 20, maj 1991[1])
- 91% (The One 31, april 1991[2])
- 90% (CU Amiga, april 1991[3])
- 65% (Amiga Computing 37, juni 1991)[4])